# Phú Mỹ (Bà Rịa-Vũng Tàu)
Phú Mỹ is een thị xã en een industrie- en havenstad in het Vietnamees district Tân Thành. Tân Thành ligt in de provincie Bà Rịa-Vũng Tàu. In Phú Mỹ wordt staal geproducueerd en wordt ongeveer 40 procent van de Vietnamese energie opgewekt. De stad ligt aan de Nationale weg 51.